# Aglia locuples
Aglia locuples är en fjärilsart som beskrevs av Schultz. 1905. Aglia locuples ingår i släktet Aglia och familjen påfågelsspinnare. Inga underarter finns listade i Catalogue of Life.